# Complexo de Natação de Toa Payoh
O Complexo de Natação de Toa Payoh tem 2 áreas: um que está ocupado com uma piscina pública, e outro espaço de treinos para desportos aquáticos, como nado sincronizado, mergulho e pólo aquático.
Durante muitos anos, o Complexo de Natação de Toa Payoh acolheu os Campeonatos Nacionais de Natação de Escolas de Singapura. Em março de 2006 o complexo acolheu a competição de nado sincronizado dos Campeonatos Asiáticos de Natação.

## Acessos
O Complexo de Natação de Toa Payoh está servido pela estação de comboios Toa Payoh MRT e uma das maiores estações de articulação de autocarros, que se situa do outro lado da rua, da instalação. Uma zona de compras suburbana, e actividades de lazer e entretenimento estão localizadas em Toa Payoh, zona famosa e frequentada pelos habitantes de Toa Payoh.

## Jogos Olímpicos da Juventude 2010
O Complexo de Natação de Toa Payoh irá ser usado para as provas de saltos ornamentais nos Jogos Olímpicos da Juventude em 2010.
O Complexo de Natação de Toa Payoh está junto ao Pavilhão dos Desportos de Toa Payoh e só a 15 minutos de viagem da Aldeia Olímpica da Juventude.